# José Narciso Rovirosa
José Narciso Rovirosa är en ort i Mexiko.   Den ligger i kommunen Huimanguillo och delstaten Tabasco, i den sydöstra delen av landet, 600 km öster om huvudstaden Mexico City. José Narciso Rovirosa ligger 15 meter över havet och antalet invånare är 230.
Terrängen runt José Narciso Rovirosa är mycket platt. Runt José Narciso Rovirosa är det ganska glesbefolkat, med 45 invånare per kvadratkilometer. Närmaste större samhälle är Agua Dulce, 10,0 km nordväst om José Narciso Rovirosa. I omgivningarna runt José Narciso Rovirosa växer i huvudsak städsegrön lövskog.